# Stephanie Beckert
Stephanie Beckert, född 30 maj 1988 i Erfurt i dåvarande Östtyskland, är en tysk idrottare som har tävlat i hastighetsåkning på skridskor.
Även Beckerts föräldrar var framgångsrika idrottare. Beckert började först med konståkning men bytte senare till hastighetsåkning. Hon var liksom flera andra tyska idrottare på elitnivån anställd hos Bundeswehr i Oberhof.
Beckert var specialiserade på de längre distanserna där hon även vann sina största meriter. Hon har vunnit  två världscuptävlingar och tre medaljer vid de olympiska vinterspelen 2010 i Vancouver.